# 菲爾斯特瑙 (格勞賓登州)

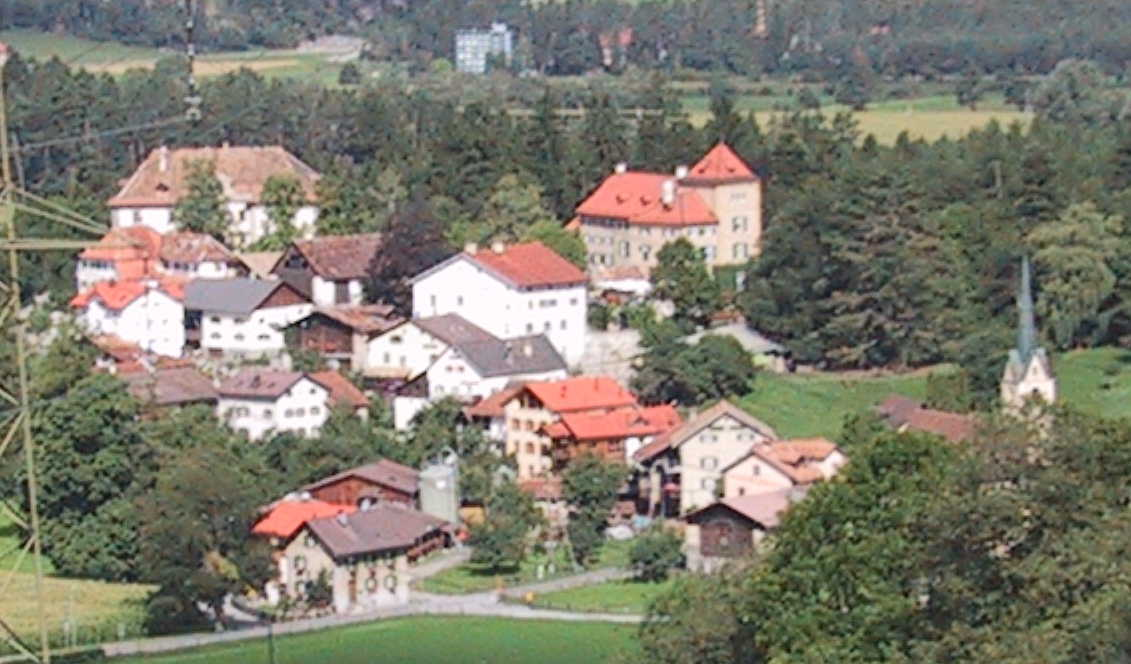

菲爾斯特瑙是瑞士的城鎮，位於該國東部，由格勞賓登州負責管轄，面積1.32平方公里，海拔高度650米，2011年人口351，人口密度每平方公里266人。

## 外部連結
- www.fuerstenau.ws （页面存档备份，存于）